# Palác slunce Kumsusan
Palác slunce Kumsusan (korejsky 금수산기념궁전  – Kŭmsusan ginjŏm gungdžŏn) je budova v Pchjongjangu, hlavním městě Severní Koreje, která slouží jako mauzoleum Kim Ir-sena a jeho syna Kim Čong-ila, bývalých severokorejských vůdců. Nachází se severovýchodně od centra města na ulici Rjŏmjŏng v městském obvodě Täsŏnggujŏk.
Budova v neoklasicistním stylu byla vybudována v roce 1976 a původně sloužila jako Kim Ir-senovo oficiální sídlo. Po jeho smrti ji nechal jeho syn a nástupce Kim Čong-il přebudovat na mauzoleum. Po smrti Kim Čong-ila v roce 2011 došlo k další rekonstrukci a následně se budova stala jejich společným mauzoleem.
Budova je zobrazena na 500wonové bankovce z roku 2008.